# ジョン・クィル
ジョン・クィル（John Quill、1990年3月10日 - ）は、アメリカ合衆国のラグビー選手。

## プロフィール
- アイルランド・ヨール出身。
- ポジションはフランカー(FL)。
- 身長 191cm、体重 110kg
- アメリカ代表通算キャップ数は37。
- ワールドカップ2015・2019のアメリカ代表に選ばれた[1]。

## 略歴
ロンドン・ウェルシュRFC、サクラメント・エクスプレス、コロラド・ラプターズを経て、2019年、ラグビー・ユナイテッド・ニューヨークに加入。同年、アメリカ代表を引退した。 